# Real Unión Club
El Real Unión Club, actualment Real Unión Club S.A.D. és un club de futbol de la ciutat d'Irun a Guipúscoa (País Basc). Actualment juga a la Primera Divisió RFEF.

## Història

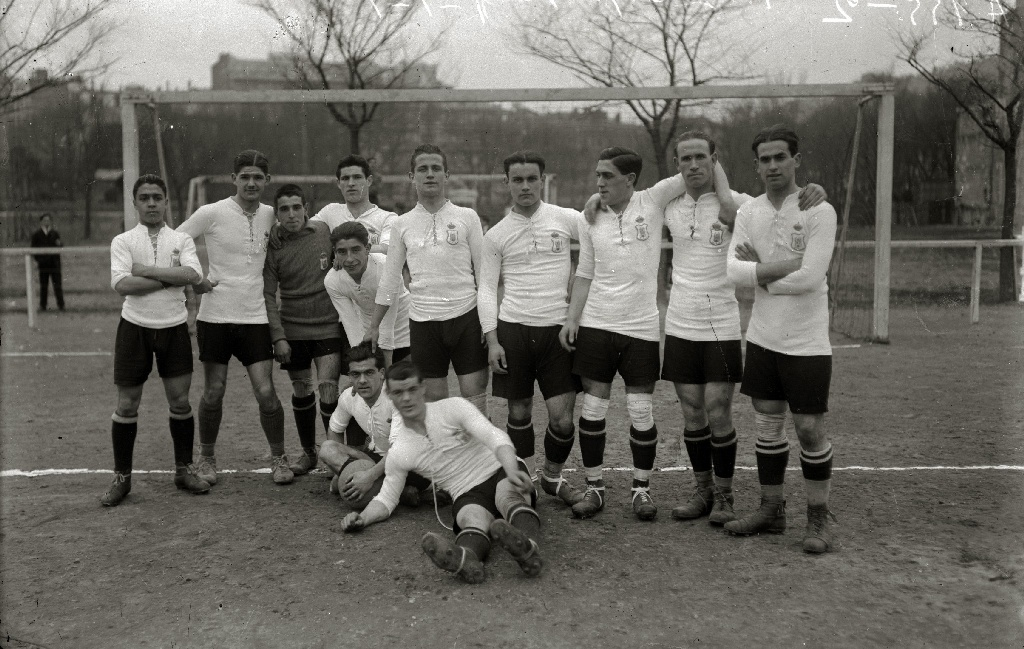
Real Unión el 1916.

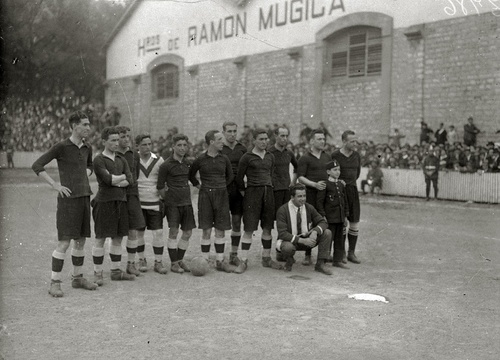
Equip campió de Copa el 1924.

El primer club d'Irun fou l'Irun Football Club fundat el 1902 i que el 1907 esdevingué Irun Sporting Club. D'una escissió de l'Irun Sporting Club va sorgir el 1908 el Racing Club de Irun. Durant els primers anys de segle ambdós clubs van tenir una forta rivalitat.
L'any 1913 el Racing es proclamà campió d'Espanya en derrotar l'Athletic Club per 1 a 0 en el partit de desempat. Els campions foren Ayestarán; Arocena, Carrasco; Izaguirre, Boada, Echart; San Bartolomé, Iñarra, Patricio Arabolaza, Ignacio Arabolaza i Retegui. El gol de la victòria el marcà San Bartolomé.
Amb la intenció de crear un club més potent a la ciutat ambdós clubs decidiren unir-se el 9 de maig de 1915 amb el nom de Real Unión Club de Irun.
El 12 de maig de 1918, en derrotar per 2-0 al Reial Madrid a l'estadi O'Donnell de Madrid, el Real Unión guanyà la Copa del Rei. El club formà amb Muguruza; Carrasco, Múgica; Emery, René Petit, Eguiazábal; Angoso, Legarreta, Patricio Arabolaza, Amantegui i Acosta. Els anys 20 poden considerar-se l'època daurada del club. El club assolí el triomf a 6 campionats guipuscoans i a dues noves Copes del Rei, la primera el 1924 a l'Estadi d'Atotxa de Sant Sebastià, on derrotà el Reial Madrid per 1-0, amb l'alineació Emery II; Anatol, Berges; Gamborena, René Petit, Eguiazábal, Echeveste, Vázquez, Errazquin, Matías i Azurza. La seva darrera copa data del 1926-27 on derrotà l'Arenas Club de Getxo al camp de Torrero de Saragossa amb un únic gol a la pròrroga. L'alineació vencedora fou Emery; Alza, Bergés; Pedro Regueiro, Francisco Gamborena, Villaverde; Sagarzazu, Luis Regueiro, René Petit, Echeveste i Garmendia.
El 19 de setembre de 1926 el club inaugurà el seu nou estadi anomenat Stadium Gal amb un partit enfront del FC Barcelona. Dos anys més tard es crea el campionat de lliga on el Real Unión fou un dels clubs fundadors. Els nous temps, però, coincidiren amb una cada cop major professionalització del futbol i l'inici del declivi del club que no podia competir econòmicament amb la resta de clubs. El 1931 es proclama la Segona República i el club perd el títol de Real, esdevenint Unión Club d'Irun.
La temporada 1931-32, el club acaba desè a la lliga i perd la categoria baixant a Segona Divisió. Mai més tornaria a Primera. El 1938 recupera el títol de Reial i el 1942 baixa a Tercera Divisió, categoria que compaginarà amb la Segona o la Segona B.

## Uniforme
L'actual uniforme del club és samarreta blanca amb pantaló i mitjons negres. Antigament també utilitzà la samarreta blanca i negra a franges verticals i pantaló i mitjons negres.
| Irun Sporting Club | Irun Sporting Club 2 | Racing Club Irun | Real Unión Club |  |

## Dades del club
- Temporades a primera divisió: 4
- Temporades a Segona Divisió: 9
- Temporades a Segona Divisió B: 15
- Temporades a Tercera Divisió: 40
- Millor classificació a la lliga: 6è (a 1a divisió, temporada 29-30)
- Pitjor classificació a la lliga: 10è (a 1a divisió, temporada 31-32)

## Historial a la lliga espanyola
- 1928-32: primera divisió.
- 1932-36: Segona Divisió.
- 1936-39: Sense competició.
- 1939-42: Segona Divisió.
- 1942-43: Categoria regional.
- 1943-51: Tercera Divisió.
- 1951-56: Categoria regional.
- 1956-58: Tercera Divisió.
- 1958-59: Segona Divisió.
- 1959-64: Tercera Divisió.
- 1964-65: Segona Divisió.
- 1965-72: Tercera Divisió.
- 1972-74: Categoria regional.
- 1974-77: Tercera Divisió.
- 1977-79: Segona Divisió B.
- 1979-93: Tercera Divisió.
- 1993-98: Segona Divisió B.
- 1998-99: Tercera Divisió.
- 1999-act: Segona Divisió B.

## Palmarès
- Copa del Rei de futbol (4): 1913 (com a Racing), 1918, 1924, 1927.
- Campionat d'Espanya Amateur (1): 1934.
- Campionat d'Espanya d'Aficionats (1): 1987.
- Camipionat de Segona B (1): 2002-03.
- Campionat de Guipúscoa de futbol (9): 1920, 1921, 1922,1924, 1926, 1928, 1930, 1931, 1947.
- Campionat Regional Nord (1): 1918.